# Мой любимый учитель
«Мой любимый учитель» (кор. 건빵선생과 별사탕, нр. Geonbbang Seonsaeng-gwa Byeolsatang, англ. Biscuit Teacher and Star Candy) — южнокорейский телесериал 2005 года. Главные роли исполнили Кон Хё Джин, Кон Ю, Ким Да Хён и Чхве Ё Джин. Сериал транслировался на канале SBS по средам и четвергам с 13 апреля по 2 июня 2005 года.

## Сюжет
На Бо Ри 25 лет. Всю жизнь она мечтает стать учительницей и не где-нибудь, а в школе, где она когда-то училась и из которой её выгнали с позором за драку с мальчишками из соседней школы. На это у неё есть веская причина. В этой школе преподает её первая любовь, учитель рисования Чи Хён У. Учитель тоже помнит стеснительную девчушку, которая ему запала в сердце шесть лет назад. Он удивлён и счастлив, когда На Бо Ри приходит устраиваться к ним на работу. Но учителя, которые помнят её, как трудного подростка, не хотят, чтобы На Бо Ри была членом их коллектива. Тогда Чи Хён У предлагает директору, а по совместительству — своей сестре, вариант решения проблемы. Пускай На Бо Ри преподаёт в школе, но при этом она должна стать наставником или, проще говоря, нянькой для пасынка директора Пак Тхэ Ина, дебошира и бунтаря, каких свет не видывал. Окрылённая счастьем, На Бо Ри приступает к работе. Но вот незадача, вроде бы и Чи Хён У ей нравится, да и она ему тоже, но этот несносный мальчишка Пак Тхэ Ин с каждым разом открывается ей с новой и новой стороны.

## В ролях

### В главных ролях
- Кон Хё Джин — На Бо Ри
- Кон Ю — Пак Тхэ Ин
- Ким Да Хён — Чи Хён У
- Чхве Ё Джин — Но Джем Ма

### Второстепенный состав
- Ли Юн Джи — На Сон Джэ (сестра Бо Ри)
- Ян Гым Сок — Чи Ён Э (мачеха Тхэ Ина)
- Ли Хё Джон — Пак Джун Соп (отец Тхэ Ина)
- О Юн А — Чхэ Ын Сон (бывшая Хён У)
- Чо Хён Ги — То Чхиль Хван (завуч)
- Чо Сан Ги — Нам Сон Ги (учитель биологии)
- Хён Ян — Чо Джи А (учительница физкультуры)
- Чон Ый Чхоль — Чхве Чхан Иль
- Чон Гё Ун — Ли Хо Джун
- Ли Джэ Ён — монах (отец Бо Ри)

## Саундтрек
| №                   | Название                | Артист                       | Длительность |
| ------------------- | ----------------------- | ---------------------------- | ------------ |
| 1.                  | «Prologue»              | Kim SunKyung                 | 1:28         |
| 2.                  | «The Way to Reach Me»   | Suh Joon                     | 3:25         |
| 3.                  | «Do You Know?»          | Eun Hyool                    | 4:06         |
| 4.                  | «Flood of Tears»        | Chun DanBee                  | 4:08         |
| 5.                  | «Unforgettable Love»    | Suh Joon                     | 3:30         |
| 6.                  | «Just One Day»          | Choi Byung Min               | 3:31         |
| 7.                  | «Only You»              | Gashijjillae                 | 3:21         |
| 8.                  | «You Should Never Know» | Kim Sang Min                 | 4:06         |
| 9.                  | «Main Title»            | Choi Sung Ook                | 0:53         |
| 10.                 | «Legend of Na Bo-ri»    | Kim Ji Soo, Lee Jung Min     | 2:10         |
| 11.                 | «Cryi?»                 | Kim Ji Soo, Lee Jung Min     | 2:09         |
| 12.                 | «Star Candy»            | Kim Sun Kyung                | 2:09         |
| 13.                 | «Reminiscence 1»        | Kim Sun Kyung                | 3:03         |
| 14.                 | «High Speeding»         | Kim Ji Soo, Lee Jung Min     | 2:22         |
| 15.                 | «Excitement»            | Kim Sun Kyung                | 0:54         |
| 16.                 | «Reminiscence 2»        | Kim Sun Kyung                | 2:57         |
| 17.                 | «Rebellion»             | Kim Ji Soo, Lee Jung Min     | 2:05         |
| 18.                 | «Worn-Out Desk»         | Kim Ji Soo                   | 1:03         |
| 19.                 | «Sub Title»             | Kim Sun Kyung                | 2:25         |
| 20.                 | «Watching the Sky»      | Kim Sun Kyung                | 1:15         |
| 21.                 | «Gray City»             | Kim Sun Kyung                | 1:37         |
| 22.                 | «Epilogue»              | Kim Sun Kyung, Park Jin Hong | 4:50         |
| Общая длительность: | Общая длительность:     | Общая длительность:          | 57:27        |